# Untermoi

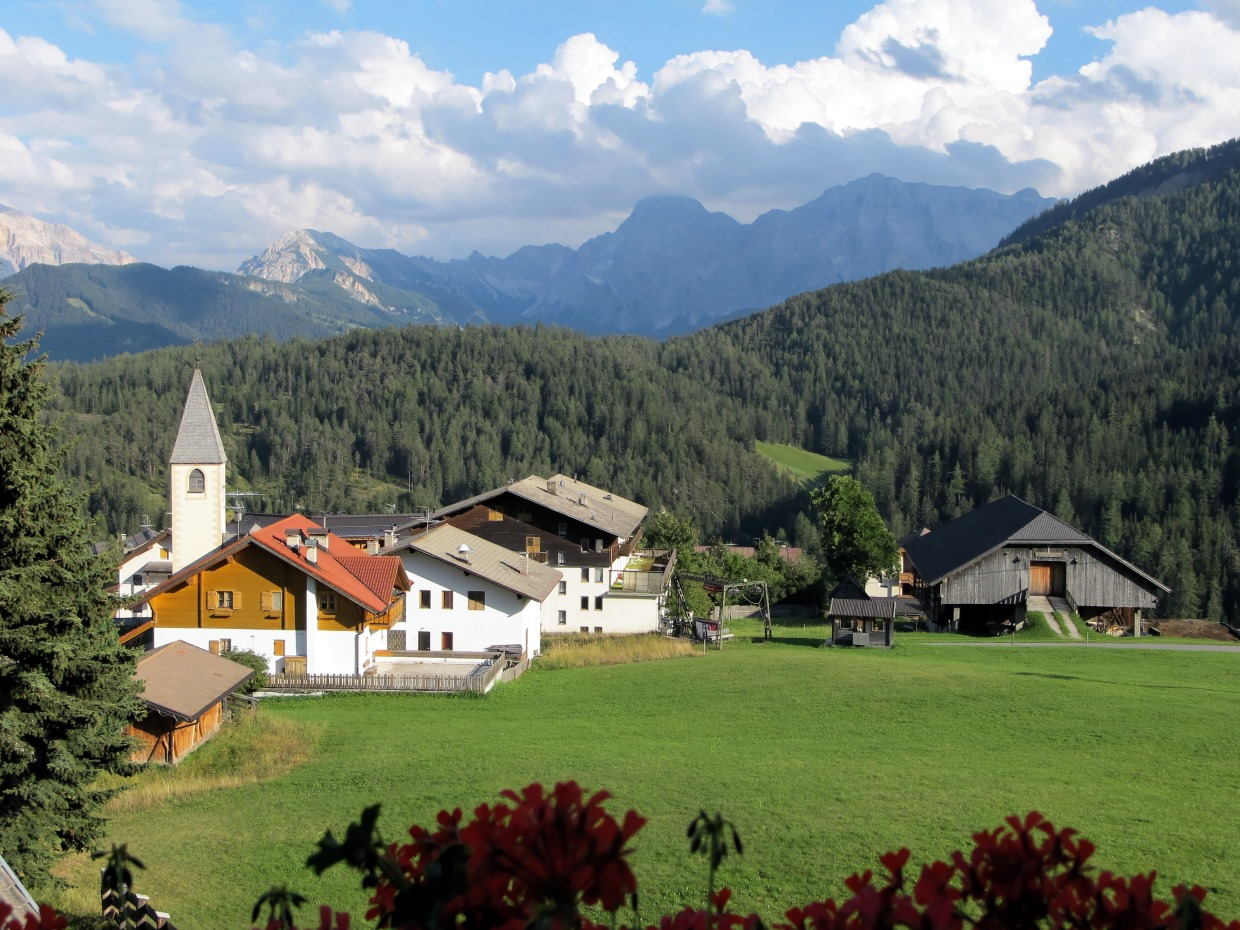
Blick auf Untermoi mit der St.-Anton-Kirche

Untermoi (auch Untermoj; ladinisch Antermëia, italienisch Antermoia) ist ein Dorf in Südtirol und eine Fraktion der Gemeinde St. Martin in Thurn. 
Die Ortschaft liegt in 1490–1530 m Höhe im Untermoital, einem orographisch linken Seitental des Gadertals in Ladinien. Untermoi hat etwas mehr als 300 Einwohner, für die Landwirtschaft, Handwerk und Tourismus die wichtigsten Erwerbseinnahmen darstellen. Im Ort ist die Grundschule „Vijo Pupp“ für die ladinische Sprachgruppe angesiedelt. Das Dorf liegt an der Straße zum Würzjoch (1982 m), die eine Verbindung zum Eisacktal herstellt. Im Südwesten wird es vom Peitlerkofel (2875 m) überragt, einer markanten Berggestalt der Dolomiten. Nordwestlich dehnen sich die weitläufigen Böden der Lüsner Alm aus.
Der deutsche Name ist 1450 als undter Moy erwähnt. Es liegt das ladinische Antermeia zugrunde, das auf ladinisch meida ‚Heuhaufen‘ oder trimodia ‚Mühltrichter‘ (bezogen auf die Talform) zurückgehen kann.